# HCL Domino
HCL Notes (раніше IBM Notes та Lotus Notes) та HCL Domino (раніше IBM Domino та Lotus Domino) це інтегрована система для колективної роботи, призначена для збирання, організації й розподілення інформації та знань, багатобічний програмний продукт, до складу якого входять такі інформаційні технології:
- документоорієнтована база даних;
- засоби розробки додатків;
- система електронної пошти;
- система реплікування (тиражування) документів, інформації і додатків;
- засоби захисту інформації і розмежування доступу;
- засоби календарного планування і складання розкладів;
- web-технології і технології інтернету/інтранету;
- засоби інтеграції з реляційними базами даних, системами керування ресурсами підприємств (ERP) і транзакційними системами.

Notes та Domino — це клієнт-серверна технологія, де сервером є Lotus Domino, а клієнтською частиною — Lotus Notes. Унікальність сервера Domino полягає в тому, що це ще і web-сервер, і поштовий сервер, який підтримує стандарти Інтернету, тому клієнтською частиною для роботи з додатками Domino й електронною поштою можуть бути web-браузери та інші поштові клієнти Інтернету.
Документоорієнтована база даних Notes/Domino. Сховищем об'єктів, в яких зберігаються дані, є NSF-файли (Notes Storage File). Бази даних Domino і Notes відрізняються від реляційних систем управління базами даних (СУБД), де дані описуються за допомогою таблиць. Реляційна база даних твердо структурована, а кожний запис у таблиці має однаковий набір полів, обсяг пам'яті під який визначений і виділений заздалегідь.
Структура документа Notes визначається формою, що містить набір полів різних типів. База даних Notes може зберігати будь-які типи даних — від простого тексту, чисел, часу і дати до форматованого тексту, графічних образів, звуку, відео і довільних даних, що можуть зберігатися у вигляді приєднаних об'єктів у своєму рідному форматі.
Документ може мати як структурований, так і неструктурований формат, тому Notes може зберігати й обробляти такі масиви даних, обробка яких важко піддається реляційним та іншим системам баз даних.
Завдяки використанню документоорієнтованої моделі обробки Notes надає користувачам такі можливості.
Вперше продукт випущений 1989 року американською компанією Lotus Development, яка 1995 року була поглинена корпорацією IBM. 6 грудня 2018 року в IBM анонсували продаж частину свого програмного забезпечення компанії HCL Technologies за $1.8 млрд.
- Робота з текстами та об'єктами як таблиці, відео та графічні дані, тощо
- Взаємозв'язки між документами
- Повнотекстовий пошук
- Керування версіями